# Province de Westphalie
Pour la région historique d'Allemagne, voir Westphalie.
1815–1946
Entités précédentes :
- Royaume de Westphalie
- Grand-duché de Berg
- Empire français

Entités suivantes :
- Rhénanie-du-Nord-Westphalie

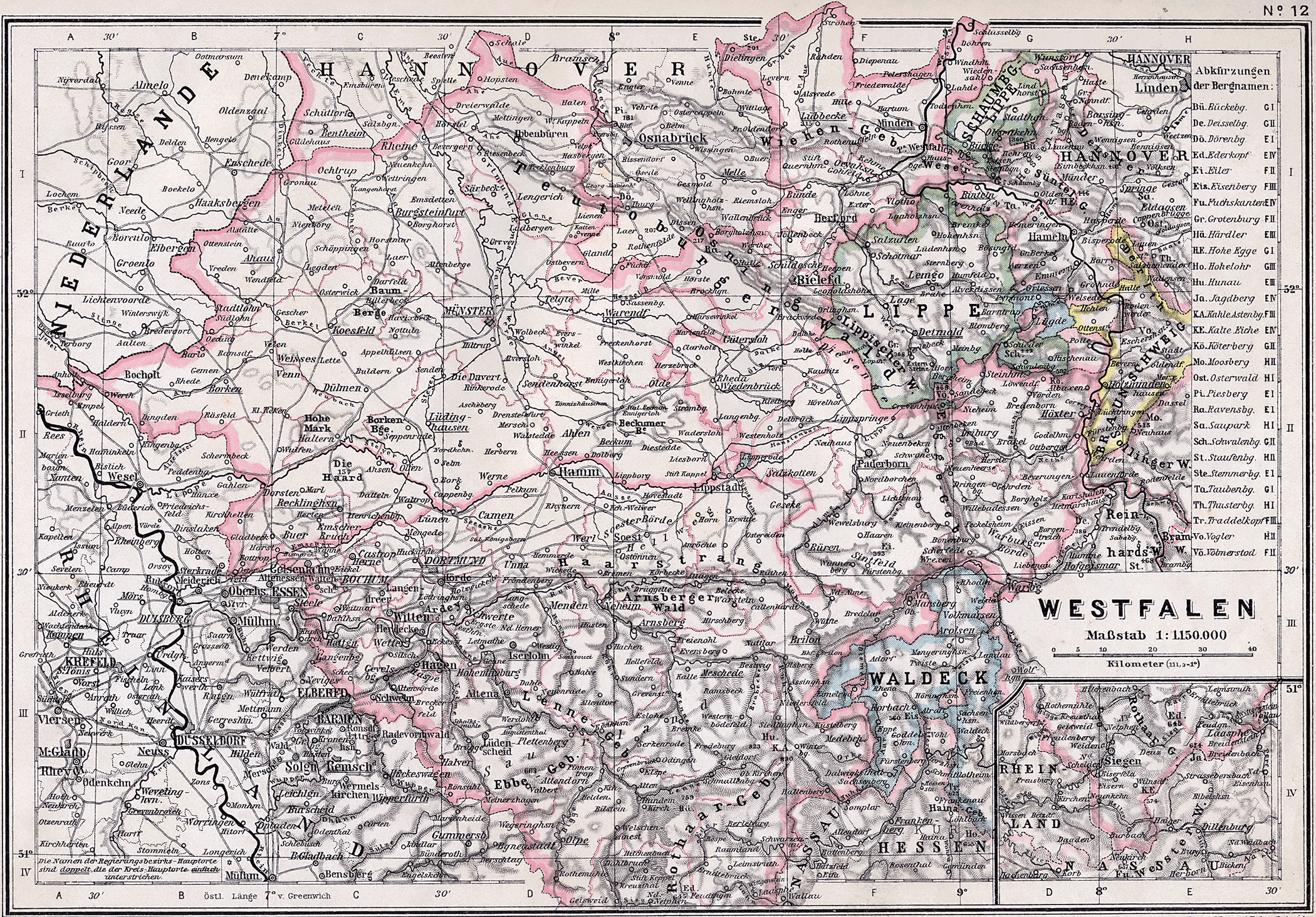
La province de Westphalie en 1905.

La province de Westphalie (en allemand : Provinz Westfalen) est une ancienne province du royaume de Prusse, puis de l'État libre de Prusse.
Elle avait pour chef-lieu Münster, et pour bornes :
- au nord le royaume de Hanovre,
- au nord-ouest le royaume uni des Pays-Bas puis le Royaume des Pays-Bas,
- à l'ouest la province de Rhénanie,
- au sud le duché de Nassau, la principauté de Waldeck, l'électorat de Hesse et le grand-duché de Hesse
- à l'est, l'électorat de Hesse, le royaume de Hanovre, le duché de Brunswick

Elle se divisait en trois districts : Münster, Minden et Arnsberg.
Elle recouvrait les territoires suivants :
- Le duché de Westphalie (en allemand : Herzogtum Westfalen)
- La principauté de Minden (en allemand : Fürstentum Minden)
- La principauté épiscopale de Paderborn (en allemand : Erbfürstentum Paderborn ou Fürstentum Paderborn)
- La principauté de Corvey (en allemand : Fürstentum Korvei)
- La principauté de Siegen (en allemand : Fürstentum Siegen)
- La principauté épiscopale de Münster (en allemand : Erbfürstentum Münster ou Fürstentum Münster)
- Le comté de Tecklembourg (en allemand : Grafschaft Tecklenburg)
- Le haut comté, ou comté supérieur, de Lingen (en allemand : Obergrafschaft Lingen)
- Le comté de Ravensberg (en allemand : Grafschaft Ravensberg)
- Le comté de La Marck (en allemand : Grafschaft Mark)
- Le Vest Recklinghausen
- L'ancienne ville impériale libre de Dortmund (en allemand : Freie Reichsstadt Dortmund)
- La bailliage de Reckenberg (en allemand : Amt Reckenberg)

L'Ems, le Weser, la Lippe, la Ruhr l'arrosaient.

## Histoire
La Prusse possédait dès 1613 une partie de ce pays, mais la guerre de 1806 et 1807 (suivie de la paix de Tilsit) la lui fit perdre. À la suite de la bataille de Leipzig, la Prusse l'occupa, et l'incorpora à son territoire en 1814 au Congrès de Vienne.

### Hauts présidents
Liste des hauts présidents (en allemand : Oberpräsidenten) de la province prussienne de Westphalie :
- Sous le royaume de Prusse :
  - 1816–1844 : Ludwig von Vincke
  - 1845–1846 : Eduard von Schaper
  - 1846–1850 : Eduard von Flottwell
  - 1850–1871 : Franz von Duesberg
  - 1871–1882 : Friedrich von Kühlwetter
  - 1883–1889 : Robert Eduard von Hagemeister
  - 1889–1899 : Conrad von Studt
  - 1899–1911 : Eberhard von der Recke von der Horst
  - 1911–1919 : Charles de Ratibor et Corvey
- Sous l'État libre de Prusse :
  - 1919 : Felix von Merveldt
  - 1919–1922 : Bernhard Wuermeling (de)
  - 1922 : Felix von Merveldt
  - 1922–1933 : Johannes Gronowski (de)
  - 1933–1938 : Ferdinand von Lüninck (de)
  - 1938-1945 : Alfred Meyer
  - 1945–1946 : Rudolf Amelunxen (de)